# バグハウスチェス
バグハウスチェス（エクスチェンジチェス、タンデムチェス、トランスファーチェス、または単にバグハウス或いはバグとも呼ばれる）は、変則チェスの一種。4人のプレーヤーが2人ずつ2つのチームに分かれて2組のチェスの盤と駒を使って行う。
取った駒を持ち駒として使用できるところが通常のチェスと異なるが、2組のチェスセットを使い4人で行うところが同じく持ち駒の概念を持ち込んだチェスであるクレージーハウスとの違いである。

## ルール
2組のチェスのセットを使用して行う。
双方のチームのうち1人が白を、もう1人が黒を持つ。相手の駒を取ったときは自分の駒と色が異なるため、同じチームのもう1人の持ち駒となる。4人のうち最初に相手をチェックメイトするか4人のうち1人が投了すればそこでゲームが終了し、チェックメイトされたプレーヤー或いは投了したプレーヤーのいるチームの負けとなる。
指し手とチェスクロックを叩く手に別な手を用いても良い。
それ以外に関しては通常のチェスのルールを適用する。